# Аполлон и Дафна
«Аполлон и Дафна» (итал. L'Apollo e Dafne) — мраморная скульптурная группа, созданная художником итальянского барокко Джованни Лоренцо Бернини по заказу кардинала Шипионе Боргезе в 1622—1625 годах. Находится в «Комнате Аполлона и Дафны» (Зал III) на Вилле в садах Боргезе (Галерея Боргезе) в Риме. Кардинал Боргезе, меценат и коллекционер произведений античного искусства, покровительствовал Бернини. «Аполлон и Дафна» — одна из четырёх скульптурных групп, которые кардинал заказал молодому, но уже признанному скульптору. Остальные: «Эней, Анхиз и Асканий» (1618—1619), «Давид» (1623—1624), «Похищение Прозерпины» (1621—1622). Высота скульптуры 243 см.

## История
«Аполлон и Дафна» — последняя работа из серии поручений, данных кардиналом Шипионе Боргезе скульптору Джан Лоренцо Бернини, которому в то время было немногим более двадцати лет. Выполнение скульптурной группы было начато в августе 1622 года, но было прервано летом 1623 года, так как Бернини поспешил завершить своего Давида.
Закончив «Давида» в 1624 году, Бернини смог возобновить работу в апреле того же года, воспользовавшись помощью одного из учеников своей мастерской, каррарского скульптора Джулиано Финелли, который выполнил самые тонкие части работы: листву и корни лаврового дерева, в которое превращается, согласно тексту Овидия, нимфа Дафна.
Скульптурная группа «Аполлон и Дафна» была окончательно завершена осенью 1625 года и сразу же получила восторженные отзывы как одно из самых впечатляющих произведений молодого художника. Как и в случае с «Похищением Прозерпины», к основанию «Аполлона и Дафны» был прикреплён картуш, с нравоучительным двустишием, сочинённым Маффео Барберини, будущим папой Урбаном VIII: «Quisquis amans sequitur fugitivae gaudia formae fronde manus implet baccas seu carpit amaras» (Кто любит и гонится за радостями мимолётной красоты, тот наполняет руку листьями и срывает горькие ягоды). Эти назидательные строки должны были послужить оправданием присутствия скульптуры на языческий сюжет в коллекции кардинала.
Изначально скульптура располагалась возле стены, но архитектор Антонио Аспруччи в конце XVIII века переместил её в центр зала, превратив помещение в «Зал Аполлона и Дафны».

## Сюжет
Сюжет основывается на древнегреческом мифе, пересказанном в «Метаморфозах» Овидия. Дафна (др.-греч. Δάφνη — лавр) — персонаж древнегреческой мифологии, прекрасная нимфа. Преследуемая Аполлоном, охваченным к ней страстью, она, давшая обет целомудрия, обратилась к богам с мольбой изменить её облик, чтобы избежать преследования, и была превращена в лавровое дерево, ставшее затем священным деревом Аполлона:

Лик мой, молю, измени, уничтожь мой погибельный образ!
Только скончала мольбу, — цепенеют тягостно члены,
Нежная девичья грудь корой окружается тонкой,
Волосы — в зелень листвы превращаются, руки же — в ветви;
Резвая раньше нога становится медленным корнем,
Скрыто листвою лицо, — красота лишь одна остается.
Фебу мила и такой, он, к стволу прикасаясь рукою,
Чувствует: всё ещё грудь под свежей корою трепещет.
Ветви, как тело, обняв, целует он дерево нежно,
Но поцелуев его избегает и дерево даже.
Овидий. Метаморфозы (I: 547—556)

Сюжет «Аполлон и Дафна» отразил живописец Пьеро Анджелетти в росписи плафона зала галереи Боргезе, получившего название по произведению Бернини.

## Отклики на произведение Бернини
Скульптурная группа «Аполлон и Дафна» сразу же получила восторженные отклики. Уже Пьер Кюро де ла Шамбр (Pierre Cureau de La Chambre), автор старейшей печатной биографии Бернини, писал: «Его Дафна, которую можно увидеть на винограднике Боргезе, единогласно считается его шедевром». «Знаменитые статуи Аполлона и Дафны» упомянуты и в официальной биографии Бернини, написанной в 1682 году Филиппо Бальдинуччи: «Эта скульптура всегда была и всегда будет, в глазах экспертов и вдохновлённых искусством, чудом искусства: настолько, что все говорят преимущественно о Дафне Бернино».
Граф Поль Фреар де Шантелу сообщал, что во время своего пребывания во Франции в 1665 году скульптор постоянно упоминал об этой своей работе, хотя с момента её завершения прошло более сорока лет. Но «Аполлон и Дафна» стяжала славу и после смерти Бернини. И. И. Винкельман считал это произведение «обещающим, что благодаря ему скульптура достигнет своего максимального великолепия». Даже Леопольдо Чиконьяра, яростный критик искусства стиля барокко, вынужден был признать, что: «[…] Поистине можно сказать, что это замечательная работа в отношении техники искусства: […] корни у ног, и волосы, и ветви, и листья, и развевающиеся ткани, так это легко вылеплено, что вы действительно слышите, как эти лавры шипят на ветру, забывая о твёрдости материала, уподобленному гибкому воску с неподражаемым совершенством».
Экспрессия и выразительность пластического движения, плавные текучие линии, мягкие переходы, труднодостижимые в мраморе, — но не для Бернини, сделавшего мрамор, по его собственным словам, «гибким, как воск», — впечатляют и в наше время. Это, безусловно, одно из высших достижений искусства барокко, но, как это свойственно в целом барочному стилю, в этом произведении есть свои изъяны. Так, Р. Т. Петерссон называет произведение Бернини «выдающимся шедевром … наполненным энергией, исходящей от кончиков лавровых листьев, руки и драпировки Аполлона». Однако приводятся слова английского писателя-путешественника, который отметил в 1829 году техническое мастерство Бернини, но добавил, что скульптура «несёт в себе всю нехватку суждений, вкуса и знаний той эпохи», и критиковал «внешний вид Аполлона за то, что он слишком похож на пастуха и недостаточно на бога».
Безусловно, в эффектной пластике скульптурной группы сказалась и сама тема «метаморфоз», превращения и преображения форм, во все века привлекавшая художников. Это, в частности, объясняет, почему художники эпохи маньеризма и барокко так часто обращались к Овидию: «он проделал за них значительную часть работы. Оставалось техническое воплощение».